# 維索基卡明
50°21′58″N 29°8′48″E / 50.36611°N 29.14667°E
維索基卡明（烏克蘭語：Високий Камінь）是烏克蘭北部的村莊，隸屬日托米爾州的日托米爾區。該村處於捷捷列夫河畔，面積0.97平方公里，海拔高度167米，2001年人口67。